# Timsbury (Somerset)
Pour les articles homonymes, voir Timsbury.
Timsbury est une paroisse civile et un village du Somerset, en Angleterre.